# Dionisio di Alessandria
Dionisio di Alessandria, detto il Grande (190 – Alessandria d'Egitto, 265), fu il secondo Papa della Chiesa copta (massima carica del Patriarcato di Alessandria d'Egitto).
Dionisio di Alessandria tenne la sua chiesa dal 248 al 265, anno della sua morte. Viene venerato come santo dalla Chiesa cattolica assieme alla Chiesa ortodossa e alla Chiesa copta.
Dopo Cipriano, fu il più eminente vescovo del III secolo, tanto che Eusebio di Cesarea, Basilio Magno ed altri lo definirono "il Grande". Come Cipriano, fu più un grande amministratore che un grande teologo, e i suoi scritti, di solito, assunsero forma epistolare. Entrambi i santi furono convertiti dal paganesimo; entrambi furono impegnati in controversie come quella per la riammissione dei lapsi sorti durante la persecuzione di Decio, quella su Novaziano e quella sul battesimo eretico; entrambi tennero una corrispondenza con i loro papi. Tuttavia è curioso il fatto che nessuno dei due menzionò mai il nome dell'altro. Una sola lettera di Dionisio è stata conservata nel canone greco. Per il resto delle sue opere esistono solo le molte citazioni di Eusebio e, per una fase della sua produzione, le opere del suo grande successore Atanasio.

## Biografia
Quando morì, Dionisio era un uomo molto vecchio, per questo motivo la sua nascita viene datata intorno al 190, o prima ancora. Si dice che fosse di nobile discendenza. Si convertì al cristianesimo quando era ancora giovane. In un periodo successivo, quando fu avvertito da un sacerdote del pericolo che correva nello studiare i libri degli eretici, una visione - così disse - gli assicurò che era capace di discernere tutte le cose e tale facoltà fu, di fatto, la causa della sua conversione. Studiò sotto Origene Adamantio finché quest'ultimo non fu esiliato da Demetrio intorno al 231, quindi sotto Eraclio. Poco tempo dopo la morte di Demetrio Eraclio divenne vescovo e Dionisio fu posto a capo della scuola di Alessandria. Si pensa che mantenne questo ufficio anche quando egli stesso succedette ad Eraclio nella carica di vescovo.

### La persecuzione di Decio
Durante l'ultimo anno di regno di Filippo l'Arabo (249) un popolare profeta e poeta fomentò una rivolta ad Alessandria che ebbe come conseguenza una grave persecuzione. Essa venne descritto da Dionisio in una lettera a Fabio di Antiochia. La folla prima prese un vecchio uomo di nome Metras, lo batté con delle mazze e, vedendo che non abiurava la sua fede, gli trafisse gli occhi ed il viso con delle canne, quindi lo trascinarono fuori dalla città e lo lapidarono. Quindi una donna di nome Quinta, che non volle sacrificare agli dei pagani, fu tirata per i piedi lungo un tratto di marciapiede, sbattuta contro una pietra miliare, flagellata ed infine lapidata. Le case dei fedeli furono saccheggiate. Non uno solo, per quanto ne potesse sapere il vescovo, cadde nell'apostasia. L'anziana vergine Apollonia, dopo che le furono strappati i denti, si gettò di propria iniziativa nel fuoco preparatole anziché pronunciare qualsiasi blasfemia. A Serapione furono rotti tutti gli arti e fu precipitato dal piano superiore della sua casa. Fu impossibile per qualsiasi cristiano scendere in strada, anche di notte, poiché la folla gridava che tutti coloro che non avessero bestemmiato sarebbero stati bruciati.
La sommossa fu interrotta dalla guerra civile, ma il nuovo imperatore, Traiano Decio, diede il via ad una persecuzione legale nel gennaio del 250. Cipriano descriveva come i cristiani di Cartagine si precipitassero a sacrificare, o almeno ad ottenere false certificazioni che lo attestassero. Analogamente Dionisio narrava che ad Alessandria molti si conformarono ai voleri imperiali per paura, altri perché persuasi dagli amici; alcuni si vergognarono dei loro atti, altri affermarono fermamente di non essere mai stati cristiani. Alcuni furono imprigionati per un certo periodo di tempo; altri abiurarono alla sola vista delle torture; altri ancora furono detenuti fino a che non furono fiaccati dalle torture. Ma ci furono anche casi di resistenza. Giuliano e Cronione furono flagellati mentre venivano portati attraverso la città su dei cammelli, e poi arsi vivi. Un soldato, Besa, che cercò di proteggerli dagli insulti del popolo fu decapitato. Macar, un libico, fu arso vivo. Anche Epimaco ed Alessandro, dopo una lunga prigionia e molte torture, furono arsi insieme al altre quattro donne. Anche la vergine Ammomarion fu torturata a lungo. Le anziane Mercuria e Dionisia, madre di molti bambini, furono decapitate. Gli egiziani Erone, Ater e Isidoro, dopo molte torture, furono dati in pasto alle fiamme. Un ragazzo di 15 anni, Dioscoro, che resistette alla tortura, fu risparmiato dal giudice per la vergogna. Nemesio fu torturato, flagellato e poi bruciato tra due ladri. Un certo numero di soldati e tra loro un vecchio uomo di nome Ingenuo, fecero gesti indignati verso uno che veniva processato e stava per cadere nell'apostasia. Quando vennero richiamati all'ordine gridarono con tale audacia che erano cristiani che il governatore e i suoi assistenti ne furono sorpresi; anche loro patirono il martirio. Molti furono martirizzati sia nelle città che nei villaggi. Un certo Ischyrion fu trafitto attraverso lo stomaco dal suo maestro con un grande paletto perché si rifiutò di sacrificare. Molti scapparono nel deserto e sulle montagne, dove morirono per la fame, la sete, il freddo, le malattie, i ladri, o le belve. Molti di loro furono resi schiavi e alcuni di questi furono poi riscattati con grandi somme.
Alcuni dei lapsi erano stati riammessi al culto cristiano dai martiri. Dionisio raccomandò a Fabio, vescovo di Antiochia, che era incline ad unirsi a Novaziano, che era giusto rispettare il volere dei martiri che "ora sedevano insieme a Cristo". Aggiungeva, inoltre, la storia di un vecchio, tale Serapione, che dopo una vita lunga ed irreprensibile aveva sacrificato agli dei pagani e non aveva potuto ottenere l'assoluzione da nessuno. Sul letto di morte inviò il nipote a cercare un sacerdote. Il sacerdote era malato, ma diede una particola al bimbo, dicendogli di inumidirla e di porla nella bocca del vecchio. Serapione la ricevette con gioia e morì subito dopo.
Subito dopo la pubblicazione dell'editto, Sabino, il Prefetto d'Egitto, inviò un frumentarius (investigatore) alla ricerca di Dionisio; questi cercò ovunque, tranne nella sua casa, dove il vescovo si era nascosto in silenzio. Il quarto giorno, tuttavia, Dionisio si convinse a scappare e partì nottetempo insieme ai suoi domestici e ad alcuni confratelli. Poco dopo la fuga, però, il gruppo fu fatto prigioniero e scortato a Taposiris Magna nei pressi del lago Mareotis. Un certo Timoteo, che era sfuggito alla cattura, informò dell'accaduto un conterraneo di passaggio, che portò la notizia ad una festa di matrimonio alla quale doveva partecipare. Immediatamente, tutti si alzarono e si affrettarono alla volta del luogo in cui veniva trattenuto il vescovo. Alla loro vista, i soldati scapparono lasciando liberi i prigionieri. Dionisio, credendo che i suoi soccorritori fossero dei ladri, gli lanciò i suoi vestiti rimanendo con la sola tunica. Nonostante essi lo implorassero di alzarsi e scappare egli rimase a terra sulla schiena, pregando che lo rilasciassero. Allora i suoi liberatori lo trascinarono per le mani ed i piedi, lo misero su un asino senza sella e lo fecero scappare dalla città. Con due compagni, Gaio e Pietro, rimase nascosto nel deserto Libico fino alla fine della persecuzione nel 251.

### Novaziano
L'intero mondo cristiano fu poi gettato nella confusione dalla notizia che Novaziano si era autoproclamato vescovo di Roma in opposizione a papa Cornelio. Dionisio immediatamente si schierò con quest'ultimo, e fu in gran parte grazie alla sua influenza che l'intero oriente, dopo molti tentennamenti, tornò, nel giro di pochi mesi, all'unità ed all'armonia. Novaziano gli scrisse per averne il supporto, ma la sua risposta, conservata per intero, fu molto fredda: "Novaziano può facilmente dimostrare la verità della sua pretesa di essere stato consacrato contro la sua volontà ritirandosi volontariamente; avrebbe dovuto subire il martirio, piuttosto che dividere la Chiesa di Dio; anzi sarebbe stato un martirio particolarmente glorioso in nome di tutta la Chiesa; se egli ora avesse persuaso la sua fazione a fare la pace, il passato sarebbe stato dimenticato; in caso contrario si salvi l'anima."
Dionisio scrisse anche molte lettere su questo tema a Roma e ad oriente; alcune delle quali erano dei veri trattati sulla penitenza. Il suo punto di vista sull'argomento era un po' più mite di quello di Cipriano, poiché dava maggior peso alle "indulgenze" concesse da martiri e non rifiutava a nessuno il perdono nell'ora della morte.

### La controversia battesimale
La controversia battesimale partì dall'Africa per espandersi a tutto l'oriente. Dionisio si guardava bene dall'insegnare, come Cipriano, che il battesimo di un eretico rendeva una creatura del male piuttosto che purificare; ma venne colpito dal parere di molti vescovi e di alcuni concili che la ripetizione di un simile battesimo era necessaria, e sembra che fosse convinto che papa Stefano I non avrebbe interrotto la comunione con le Chiese orientali su questo argomento. Scrisse sulla questione anche a Dionisio di Roma, che non era ancora Papa, e ad un romano di nome Filemone; entrambi gli risposero. Su questo argomento sono note sette lettere, di cui due furono indirizzate a Papa Sisto II. In una di queste chiedeva lumi sul caso di un uomo che aveva ricevuto un battesimo eretico molto tempo prima, e che ora dichiarava che era stato eseguito impropriamente. Dionisio aveva rifiutato di rinnovargli il sacramento dopo che l'uomo aveva ricevuto l'Eucaristia per tanti anni. In questo caso, è chiaro, che la difficoltà risiedeva nella natura della cerimonia utilizzata e non nel semplice fatto di essere stata eseguita da eretici. Comunque, Dionisio seguì il costume romano, vuoi per tradizione, vuoi per obbedienza al decreto di Stefano. Nel 253, in occasione della morte di Origene, Dionisio, che, nonostante la lunga assenza, non aveva dimenticato il suo vecchio maestro, ne tessette le lodi in una lettera indirizzata a Teotecno di Cesarea.

### La controversia chiliastica
Un vescovo egiziano, Nepos, predicava la dottrina chiliastica, ovvero che ci sarebbe stato un regno di Cristo sulla terra per mille anni, un periodo di piaceri corporali e fondava questa dottrina sull'Apocalisse descrivendola in un libro dal titolo "Confutazione degli Allegorizatori".
Fu solo dopo la morte di Nepos che Dionisio si trovò costretto a scrivere due libri "Sulla promessa" per contrastare questa dottrina. Trattò Nepos con grande rispetto, ma respinse fermamente la sua dottrina, come del resto aveva fatto la Chiesa fino a quel momento. La diocesi di Alessandria era molto grande (tanto che sembra che Eraclio abbia istituito nuove diocesi) e la regione arsinoita ne faceva parte. Qui la dottrina chiliastica era molto diffusa e Dionisio si recò di persona nei villaggi, riunì i sacerdoti e gli insegnanti e li istruì per tre giorni confutando le argomentazioni tratte dal libro di Nepos. Fu molto edificato dallo spirito docile e dall'amore per la verità che trovò in quei luoghi. Alla fine Korakion, che aveva introdotto il libro e la dottrina, si dichiarò convinto. L'interesse principale della disputa non è l'immagine che fornisce della vita della chiesa antica o della saggezza e gentilezza del vescovo, ma nella disquisizione fatta da Dionisio sull'autenticità del Apocalisse.
Si tratta di un pezzo molto suggestivo di "critica maggiore ", la cui chiarezza, moderazione, acume ed intuito possono essere difficilmente superati. Alcuni dei confratelli, diceva Dionisio, nel loro zelo contro l'errore chiliastico, ripudiavano integralmente l'Apocalisse e la ridicolizzavano, attribuendone la paternità a Cerinto (come fece il romano Gaio alcuni anni prima). Dionisio, invece, la trattò con rispetto dichiarando che era piena di misteri nascosti e che, senza dubbio, era stata scritta da un uomo chiamato Giovanni. (In un brano ormai perduto, dimostrò che il libro doveva essere inteso allegoricamente). Tuttavia trovava difficile credere che lo scrittore potesse essere il figlio di Zebedeo, l'autore del Vangelo e delle Lettere cattoliche, a causa del grande contrasto di carattere, stile e di "ciò che è chiamato lavoro". Fece notare che uno scrittore chiamava se stesso Giovanni, mentre l'altro si riferiva a se stesso solo attraverso perifrasi. Aggiunse anche la famosa annotazione secondo la quale "si dice che ci siano due tombe a Efeso, entrambe sono indicate come quella di Giovanni". Dimostrò la stretta somiglianza tra il Vangelo e l'Epistola, e sottolineò le differenze con l'Apocalisse; essendo quest'ultima piena di solecismi e barbarismi, mentre i primi erano in buon greco. Questa acuta critica fu, però, sfortunata poiché è stata in gran parte la causa del frequente rifiuto dell'Apocalisse nelle chiese di rito greco, anche se in periodo medioevale.

### La persecuzione di Valeriano
L'imperatore Valeriano, salito al trono nel 253, iniziò una nuova persecuzione nel 257, anno in cui Cipriano fu esiliato a Curubis e Dionisio a Kephro nella regione del Mareotis, dopo essere stato processato insieme ad un presbitero e a due diaconi di fronte al prefetto d'Egitto Lucio Mussio Emiliano. Egli stesso riferì della ferma risposta che diede al prefetto, scrivendo per difendersi da un certo Germano, che lo aveva accusato di una fuga vergognosa. Cipriano patì il martirio nel 258, ma Dionisio fu risparmiato e tornò ad Alessandria nel 260 quando il successore di Valeriano, Gallieno, emise un decreto di tolleranza.

### Gli ultimi anni e la controversia modalista
Ma non ci fu la pace, nel 261-2 la città fu in uno stato di tumulto tale da essere poco meno pericoloso di una persecuzione. La grande arteria che attraversava la città era impraticabile. Il vescovo dovette comunicare con il suo gregge attraverso lettere, come se si trovassero in paesi diversi. Era più facile, scriveva, transitare da oriente ad occidente, che attraverso Alessandria. Carestia e pestilenza infuriarono di nuovo. Gli abitanti di quella che era la seconda città del mondo diminuirono al punto che i maschi tra 14 e gli 80 anni erano poco più numerosi di quanti erano tra i 40 ed i 70 molti anni prima. Negli ultimi anni della vita di Dionisio sorse anche un'altra polemica, della quale il semiariano Eusebio di Cesarea stette attento a non far menzione. Tutto ciò che se ne sa proviene dalle opere di Atanasio di Alessandria.
Alcuni vescovi della Pentapoli Cirenaica caddero nel Sabellianismo ed iniziarono a negare la distinzione fra le tre Persone della Trinità. Dionisio scrisse quattro lettere in cui condannava il loro errore e ne inviò copia a Papa Sisto II (257-258). Ma egli stesso cadde nell'errore opposto, perché affermò che il Figlio è un poíema (qualcosa di creato) distinto nella sostanza, xénos kat 'oùsian, dal Padre, come il vinaio dalla vite, o il costruttore navale dalla nave. Queste parole vennero considerate dagli ariani del IV secolo come puro arianesimo. Ma Atanasio difese Dionisio narrando il seguito della storia. Alcuni confratelli di Alessandria, essendosi offesi dalle parole del vescovo, si recarono a Roma da Papa Dionisio (259-268), il quale scrisse una lettera in cui dichiarava che insegnare che il Figlio era stato creato era un'empietà come quella di Sabellio. Scrisse anche al suo omonimo di Alessandria informandolo delle accuse mosse contro di lui. Quest'ultimo, immediatamente, compose due libri intitolati "Confutazione" ed "Apologia" in cui esplicitamente dichiarava che non vi era mai stato alcun momento in cui Dio non fosse Padre, che Cristo era sempre stato, essendo Parola, Saggezza, Forza e coeterno, come la luminosità non è susseguente alla luce da cui procede. Insegnava anche la "Trinità nell'Unità e l'Unità nella Trinità"; implicava chiaramente l'uguaglianza e la processione eterna dello Spirito Santo. In questi ultimi punti, fu persino più esplicito di Atanasio stesso, mentre nell'uso della parola consustanziale, homoousion, anticipava persino Nicea quando si lamentava amaramente della calunnia che affermava che aveva respinto tale espressione. La lettera del papa dovette essere stata evidentemente esplicita e, probabilmente, fu la causa del chiarimento della visione dell'alessandrino. Il papa, come ricordava Atanasio, espresse una formale condanna dell'arianesmo molto prima che l'eresia emergesse.
In seguito Dionisio scrisse lettere con cadenza annuale in cui annunciava la data della Pasqua e si occupava di varie questioni. Quando l'eresia di Paolo di Samosata, vescovo di Antiochia, iniziò a diffondersi ad oriente, Dionisio scrisse alla Chiesa di Antiochia che era costretto a declinare l'invito a partecipare al sinodo che vi si sarebbe tenuto a causa dell'età e della sua infermità. Morì poco dopo.

## Culto
Dionisio è venerato come santo dalla Chiesa cattolica, da quella ortodossa e da quella copta. Nel Martirologio Romano san Dionisio è ricordato il 17 novembre, ma anche (per errore) il 3 ottobre insieme a coloro che morirono durante la persecuzione di Decio: Dionisio, Fausto, Gaio, Pietro, e Paolo. Lo stesso errore si trova nei menologi greci.